# 黎龍錫
黎龍錫（越南语：／，？—1005年），亦稱黎銀錫，他是大行皇帝黎桓的次子，前黎朝建立後，他先被封東城王，1004年加封東城大王，1005年，和兄前黎中宗、開明大王黎龍鋌、弟中國王黎龍鏡爭位，但是他和弟弟黎龍鏡都失敗，他被前黎中宗殺於機羅海口（在今河靜省奇英縣）。